# Mnais incolor
Mnais incolor – gatunek ważki z rodziny świteziankowatych (Calopterygidae).